# Erfoud
Erfoud is een Marokkaanse stad in de provincie Errachidia, gelegen in het woestijnlandschap van de Sahara. De stad geniet bekendheid door de bewerking van fossielen, bijvoorbeeld van Flexicalymene ouzregui, een trilobiet. Ze worden uit de rots gehakt, nabewerkt en verkocht aan toeristen.
Erfoud is een van de belangrijkste oases van Marokko. Het water is afkomstig van de wadi (rivier, waterloop). Rond Erfoud staan meer dan een miljoen palmbomen.

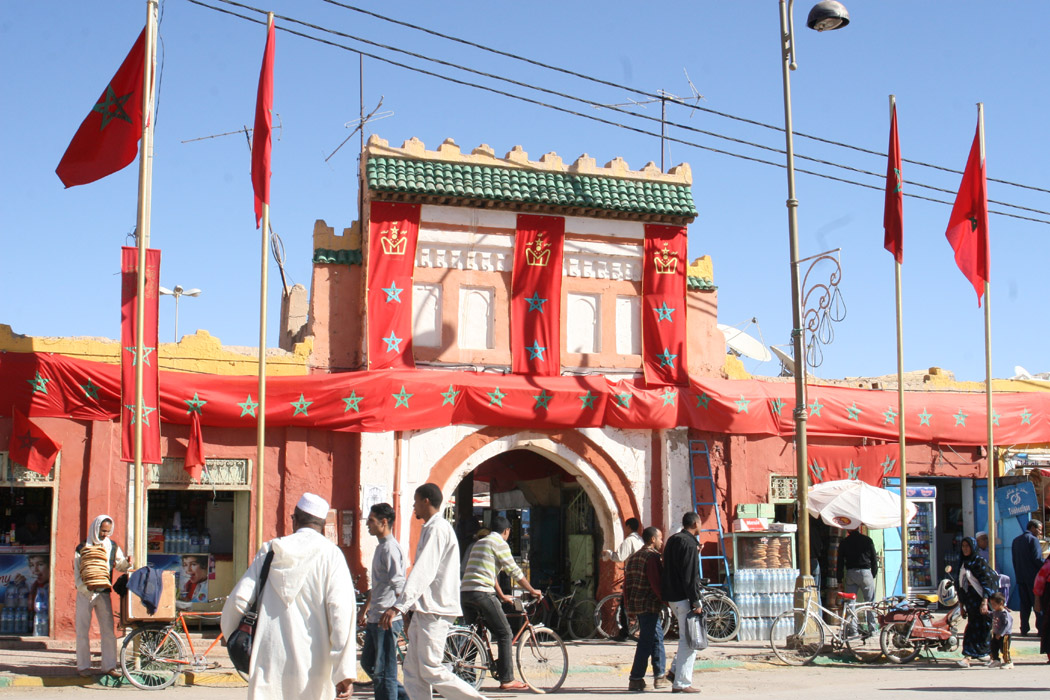
Markt van Erfoud

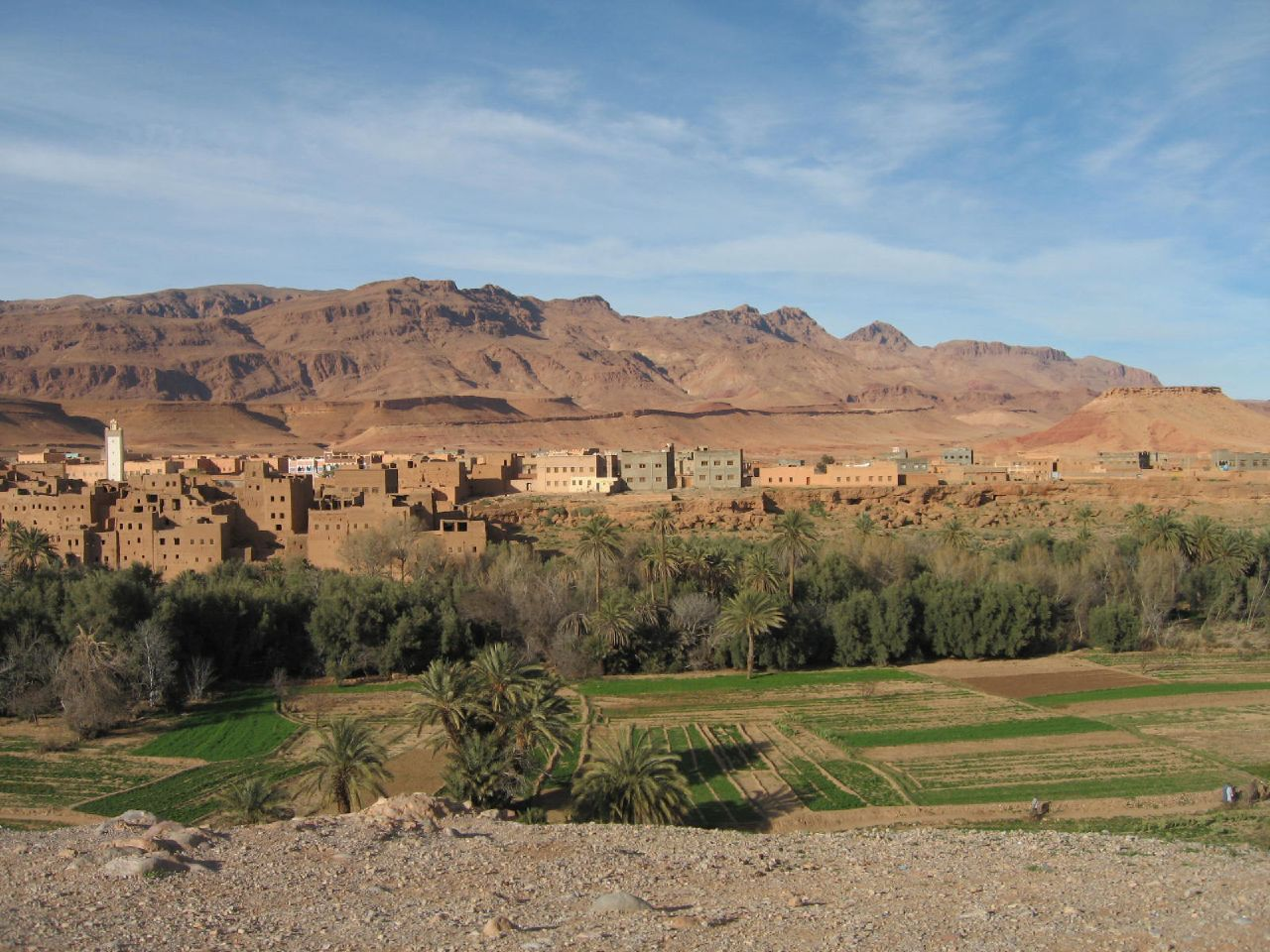
Zicht op Erfoud

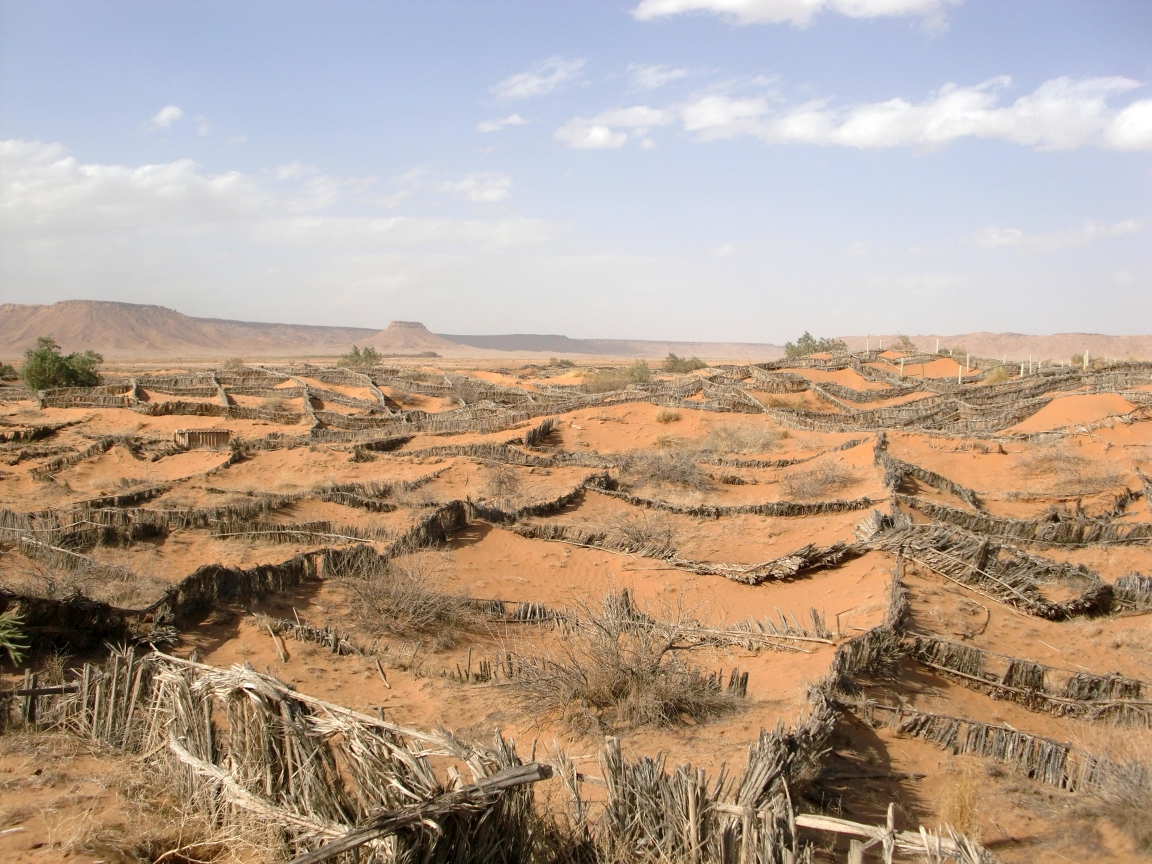
Hekken bij Erfoud om verwoestijning tegen te gaan